# Yelena Volkova
Yelena Pavlovna Volkova (em russo:  Елена Павловна Волкова; Ecaterimburgo, 13 de junho de 1960) é uma ex-jogadora de voleibol da Rússia que competiu pela União Soviética nos Jogos Olímpicos de 1988.
Em 1988, ela fez parte da equipe soviética que conquistou a medalha de ouro no torneio olímpico, no qual atuou em três partidas.